# Pointis-de-Rivière
Pointis-de-Rivière – miejscowość i gmina we Francji, w regionie Oksytania, w departamencie Górna Garonna.
Według danych na rok 1990 gminę zamieszkiwało 740 osób, a gęstość zaludnienia wynosiła 112 osób/km² (wśród 3020 gmin regionu Midi-Pyrénées Pointis-de-Rivière plasuje się na 445. miejscu pod względem liczby ludności, natomiast pod względem powierzchni na miejscu 1357.).